# Entomogramma panthera
Entomogramma panthera är en fjärilsart som beskrevs av Felder 1874. Entomogramma panthera ingår i släktet Entomogramma och familjen nattflyn. Inga underarter finns listade i Catalogue of Life.